# Pholcus nagasakiensis
Pholcus nagasakiensis (Japans:ミナミユウレイグモ, Minami-yūreigumo) is een spinnensoort uit de familie trilspinnen (Pholcidae). De soort komt voor in Japan.